# Europos Parkas

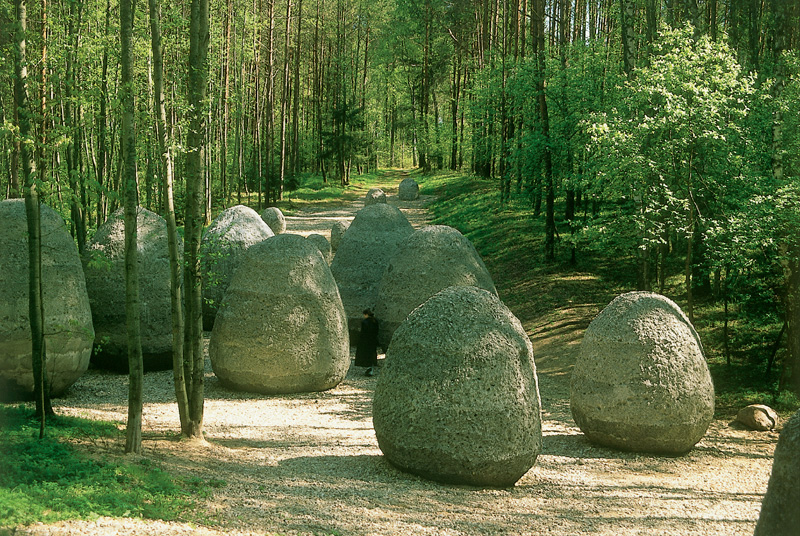
Magdalena Abakanowicz: Space of Unknown Growth

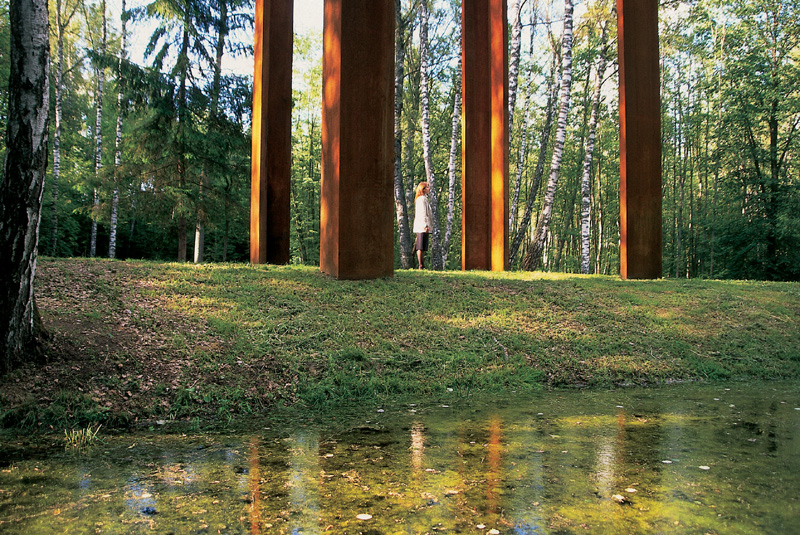
Gintaras Karosas: The Place

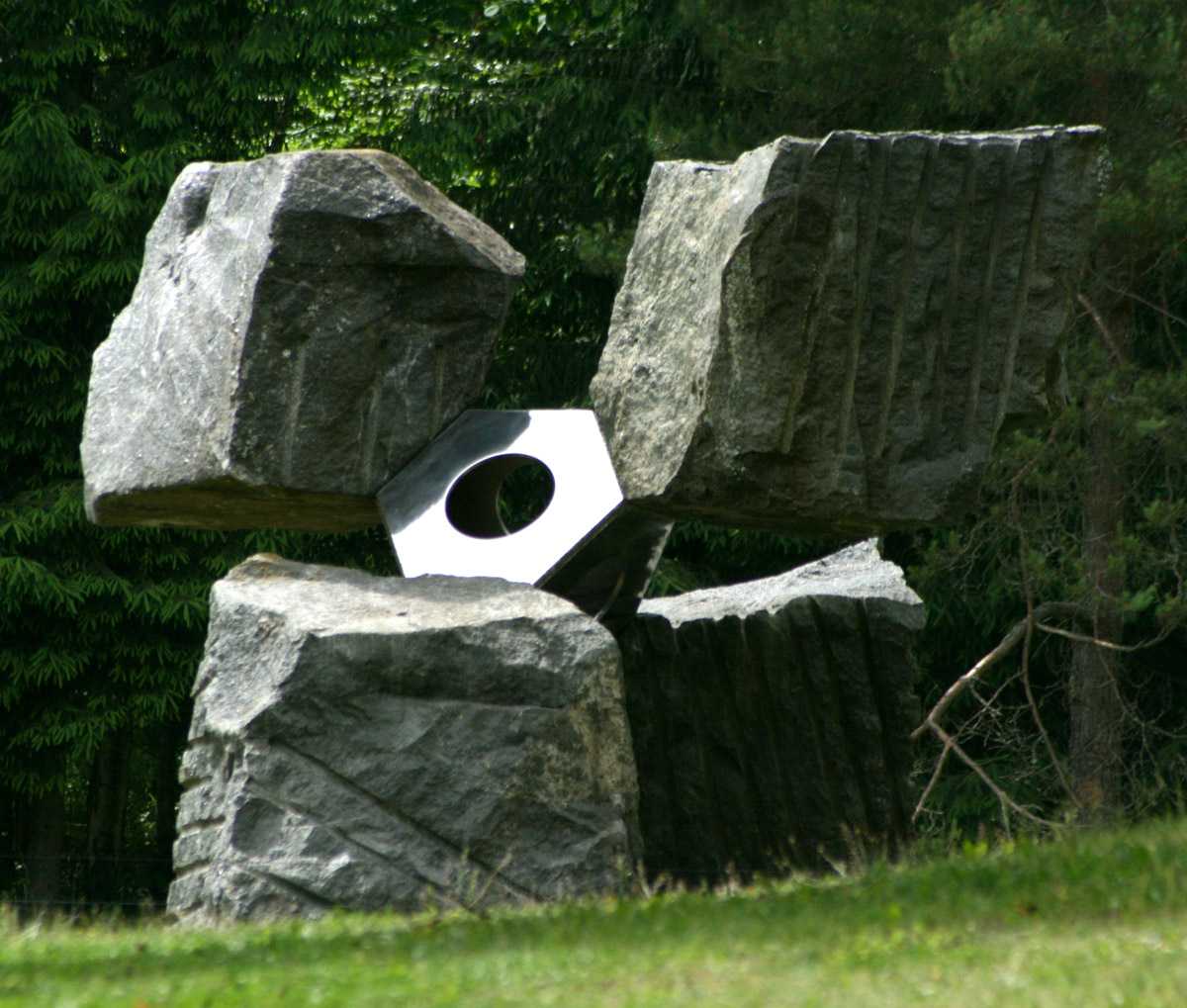
John Barlow Hudson: Cloud Hands

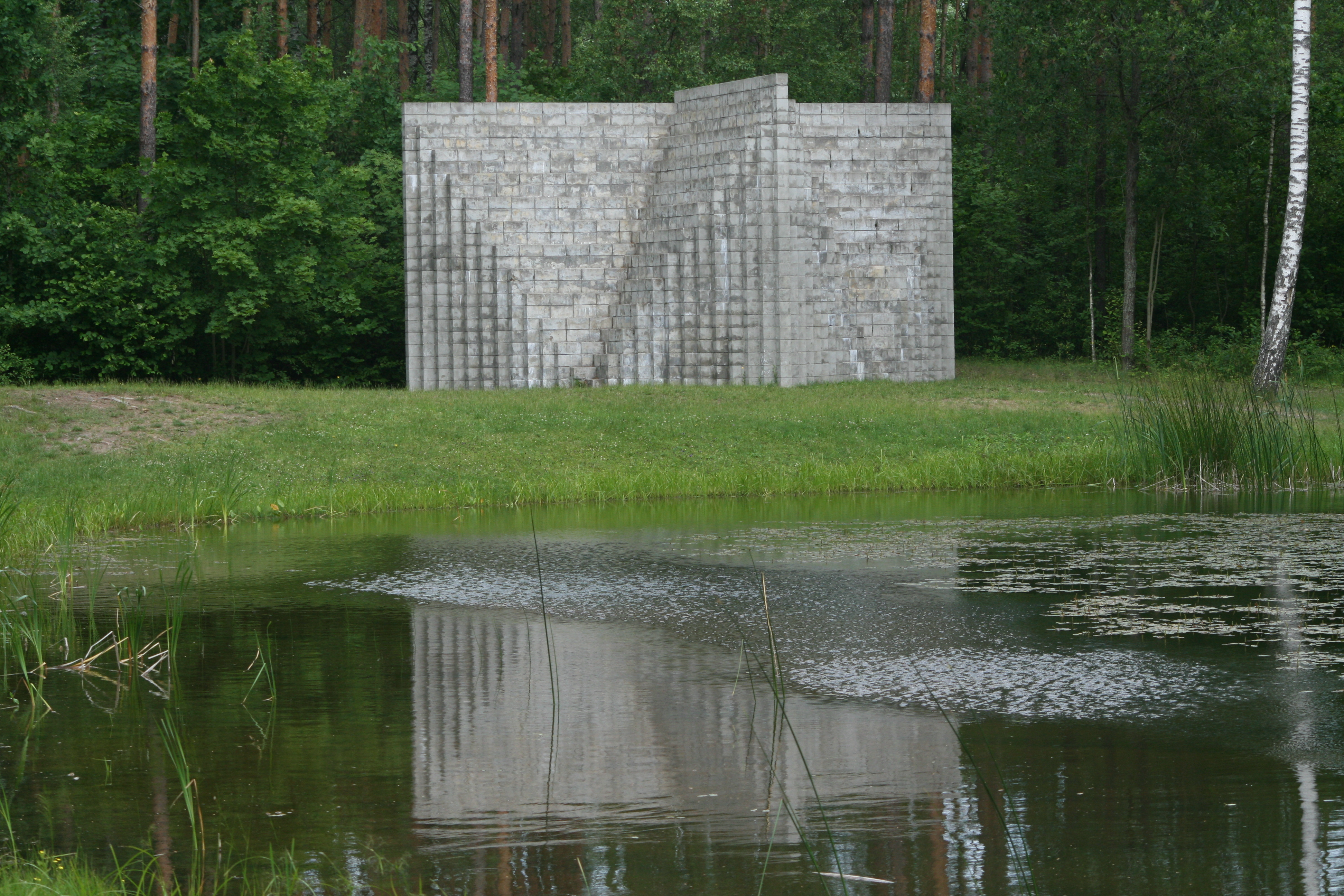
Sol LeWitt: Double Negative Pyramid

Der Europos Parkas ist ein Museum und ein Skulpturenpark der internationalen und gegenwärtigen Bildhauerei, Konzept- und Installationskunst und Land Art in Joneikiškės bei Vilnius in Litauen.
Der 50 Hektar große Skulpturenpark wurde von dem litauischen Bildhauer Gintaras Karosas 1991 gegründet. Vor allem durch die Arbeiten des US-amerikanischen Installationskünstlers Dennis Oppenheim erhielt der Skulpturenpark internationale Bekanntheit. Seit 1999 findet kontinuierlich jedes Jahr ein Bildhauersymposion und andere Kulturveranstaltungen (wie Poesie-Frühling, Künstlertreffen und Konferenzen) statt. 2008 wurde die Tätigkeit des Museums als wichtiges Kulturprojekt für den Staat anerkannt (auf Beschluss der Regierung Litauens).

## Sammlung (Auswahl)
- Magdalena Abakanowicz: Space of Unknown Growth (1998)
- Jon Barlow Hudson: Cloud Hands (1994)
- Benbow Bullock: Upper Quadrant (1990)
- Xavier Cruz: Woman Looking at the Moon (1996)[1]
- Janet Echelman: Trying to hide with your tail in the air (1998)
- Adri de Fluiter: Sculptuur (1994)
- Patricia Goodrich: Voices Underground[2]
- Gintaras Karosas: Europos Centro monumentas (1993), LNK Infomedis (2000)[3] en The Place(2001)
- Sol LeWitt: Double Negative Pyramid (1998)
- Dennis Oppenheim: Chair/Pool (1996)[4] en Drinking Structure with Exposed Kidney Pool (1998)[5]
- Beverly Pepper: Teatras/Departure - For My Grandmother (1999/2005)
- Aleš Veselý: Chamber of Light (1998/2001)[6] en Point of Ambivalence (2001)[7]
- Wijnand Zijlmans: Skulptur Vidinis atgimimas (1996)